# Tuber uncinatum
Espèce
Tuber uncinatum, de ses noms vernaculaires français truffe de Bourgogne, truffe d'automne, truffe de Champagne  est un champignon ascomycète comestible (du genre Tuber).  Dans son ouvrage sur la truffe paru en 1892, Adolphe Chatin la désigne comme truffe de Bourgogne et de Champagne. 
Largement répandue dans toute l'Europe, elle se met en symbiose avec une grande variété d'arbres : chênes, noisetiers, charmes, hêtres et pins. Elle est peu exigeante du point de vue chaleur et qualité du sol.

## Caractéristiques
- Tuber uncinatum est noir ; sa chair, à maturité, est brun foncé. Les veines sont blanches et très nombreuses. On note au nez un parfum spécifique très raffiné. En bouche, le goût est agréable et se rapproche de celui de la noisette.
- La truffe de Bourgogne et de Champagne est récoltée en France dans tout le grand Centre Est, principalement en Bourgogne et en Champagne (notamment en Haute-Marne qui se classe en tête des départements producteurs), ainsi qu'en Lorraine et en Alsace. Cette truffe est très répandue en Europe.
- Les ascospores présentent à leur surface un réseau d'alvéoles dont les bords sont recourbés en crochet d'où l'épithète spécifique (uncinatus/a/um, « crochu, en forme de crochet »).

## Histoire

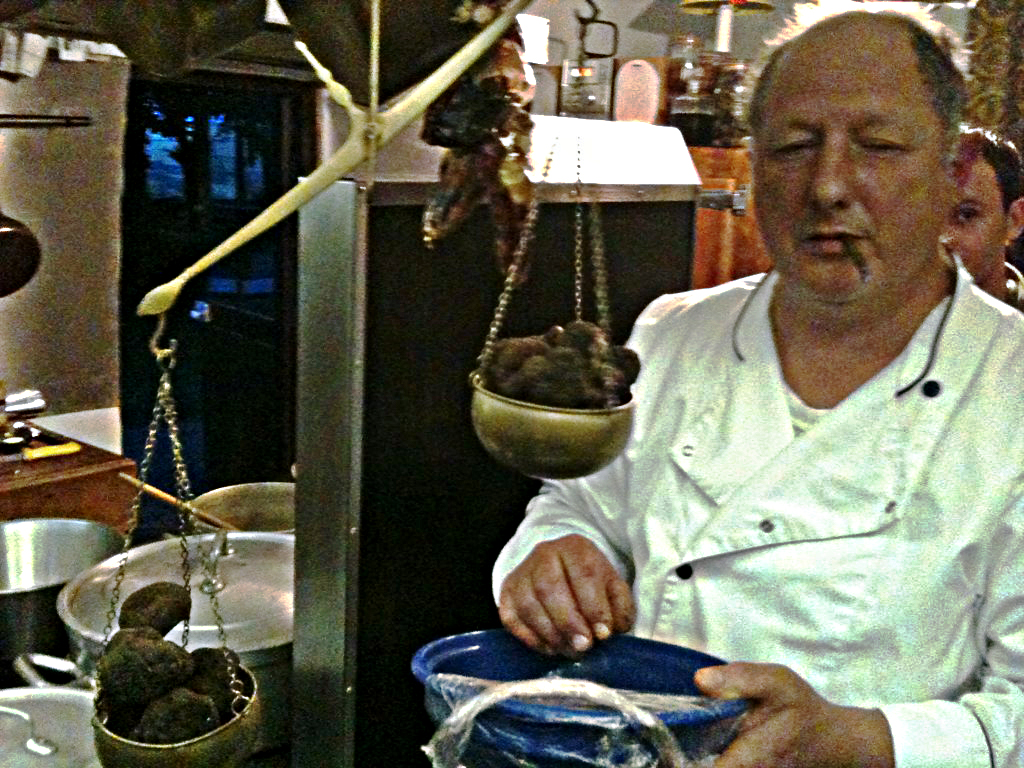
Pesée de truffes fraîches de Bourgogne

Jusqu'à la Renaissance, la seule truffe qui figurait à la table des rois de France était celle de Bourgogne. Le goût pour la truffe du Périgord est venu à l'époque de François Ier.
Tuber uncinatum venait parfumer au XIXe siècle les mets truffés servis dans les grands restaurants de Paris.
La production de truffe de Bourgogne en France était de 78 tonnes en 1889 (dont près de 20 tonnes en 1869 pour la seule Haute-Marne). Tombée dans l’oubli au début de notre siècle, la production est relancée depuis une vingtaine d’années grâce à une nouvelle méthode de culture de plants truffiers. De septembre à janvier, les chiens truffiers recherchent Tuber uncinatum, appelée « princesse du Barrois », « joyaux des bois » ou « trésor haut-marnais ».

## Production
Production annuelle en France :
- 1994 :     3 à 4 tonnes

- 1995 :     4 à 5 t

- 1996 :     2 à 3 t

- 1997 :     4 à 5 t

- 1998 :     3 à 4 t

- 1999 :     5 à 6 t

Source : Fédération Interrégionale des Trufficulteurs du Centre et de l'Est.

## Parenté ou identité entreTuber aestivumetTuber uncinatum

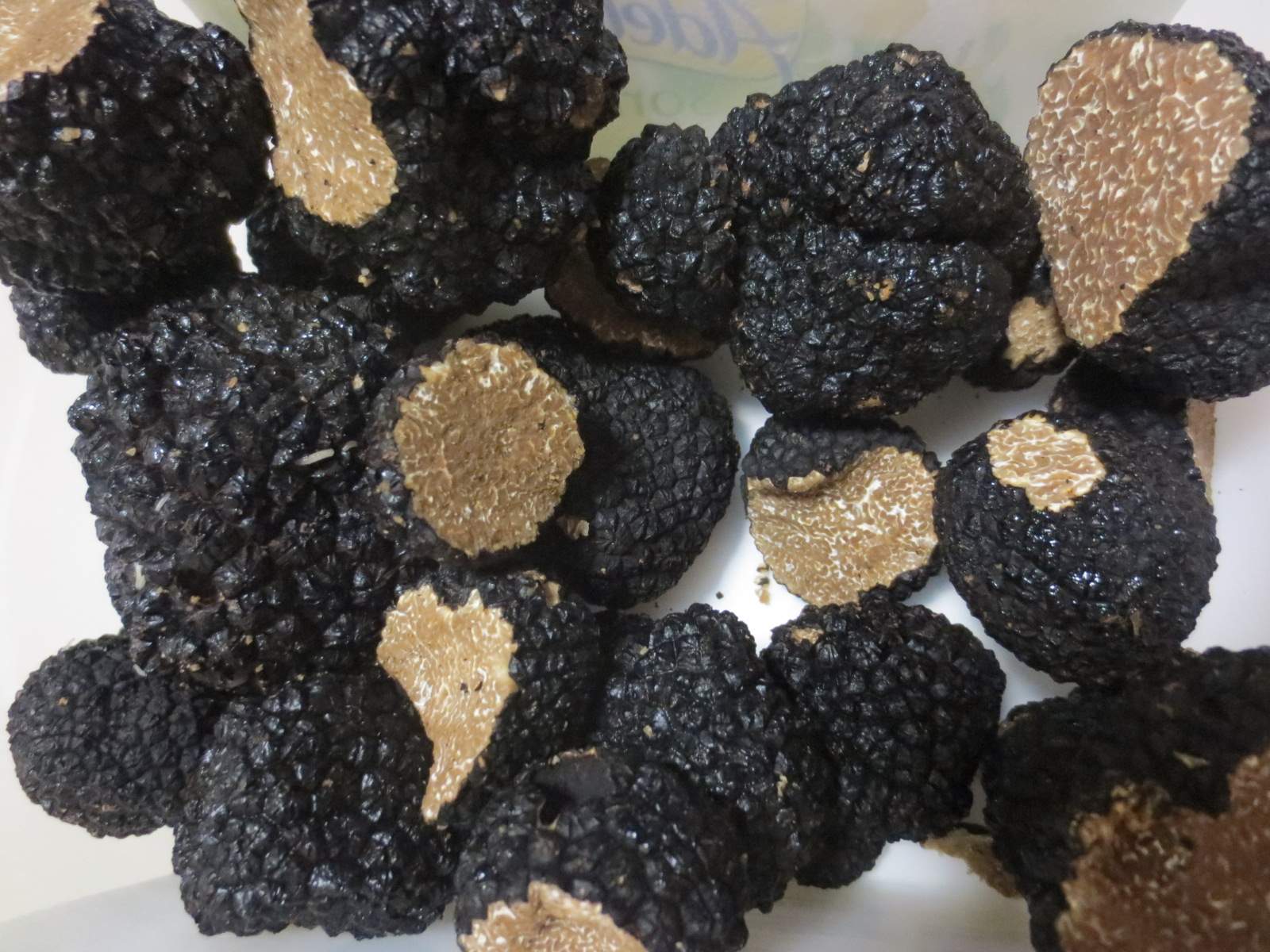
Tuber uncinatum

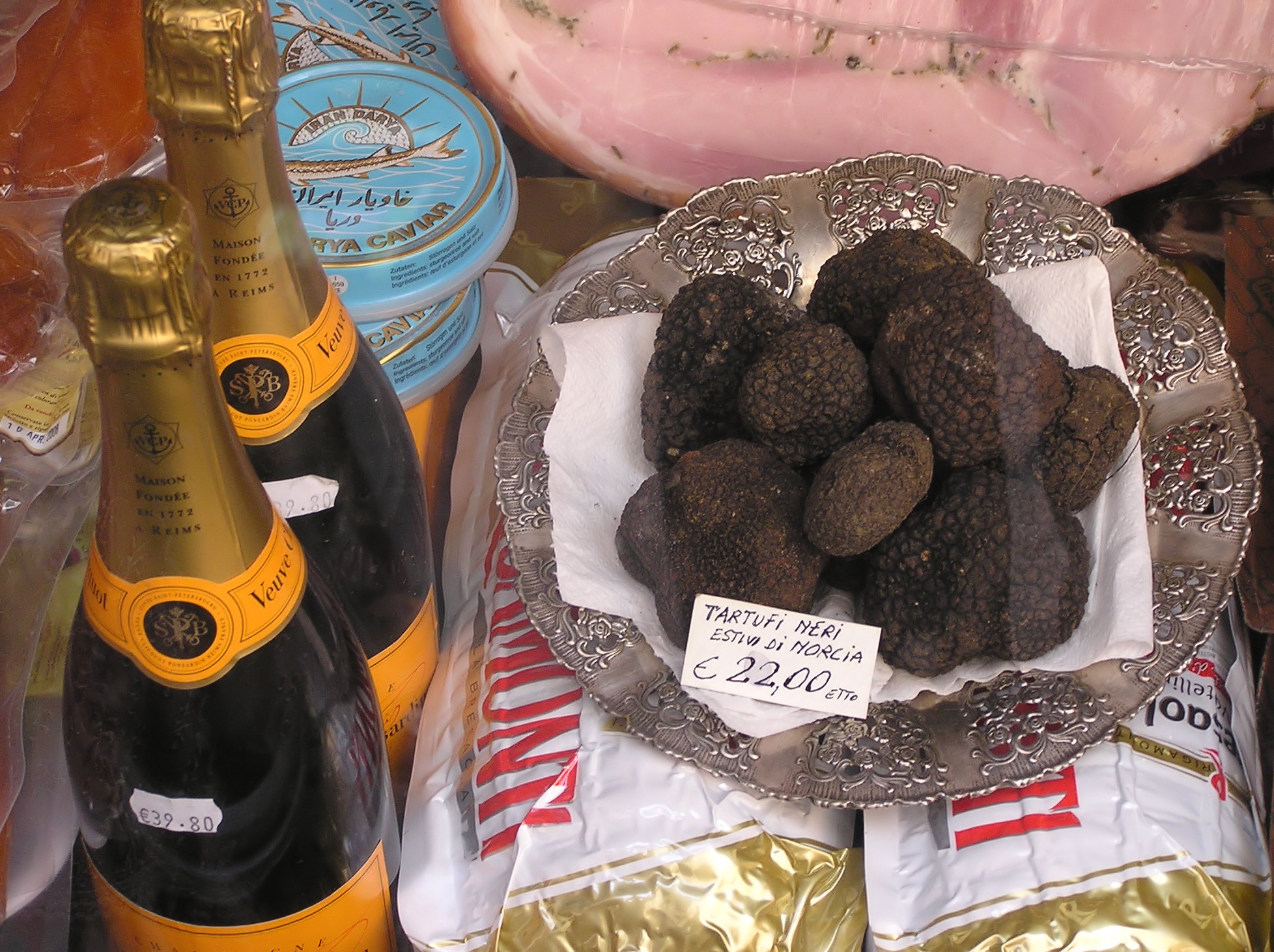
Tuber aestivum

C'est Adolphe Chatin en 1887, qui a défini Tuber uncinatum comme une espèce à part entière alors qu'auparavant elle était classée dans  Tuber aestivum décrite en 1831 par Vittadini . Les deux taxons présentent des caractéristiques écologiques différentes : La maturation a lieu essentiellement du 1er mai au 30 septembre pour Tuber aestivum et du 15 septembre au 31 janvier pour Tuber uncinatum. La couleur plus claire de la glèbe et la taille de l'ornementation des spores constituent également des caractères distinctifs mais par contre aucune différence n'a pu être mise en évidence jusqu'à présent par les techniques moléculaires. Tuber uncinatum a un goût et une odeur caractéristiques et appréciés des connaisseurs aussi la  norme Truffes Fraîches, résultant d'un accord interprofessionnel pris dans le cadre de la fédération française des trufficulteurs en 1996 et mis à jour en 2006, classe les deux truffes comme parentes mais non identiques.